# L4 (informatyka)
L4 – architektura mikrojądra stworzona przez nieżyjącego już Jochena Liedtke, z implementacjami na x86 (oryginalne L4 i Fiasco) oraz MIPS i Alpha.
Mikrojądra oparte na L4 są znacznie bardziej wydajne od mikrojąder rodziny Mach. Istnieją korzystające z L4 modyfikacje popularnych jąder monolitycznych, m.in. oparte na Linuksie L4Linux i Wombat. Planowano również przeniesienie GNU Hurd na L4.

## Historia
Po kilku próbach na L3, Liedtke przeszedł do realizacji kilku innych projektów Mach, których koncepcje także były źle zaimplementowane. Przez uproszczenie koncepcji mikrojądra wciąż rozwijał pierwszy L4, który był początkowo zaprojektowany pod kątem wysokiej wydajności. W celu osiągnięcia najwyższej wydajności całe jądro zostało napisane w asemblerze. Jego praca spowodowała rewolucję w projektowaniu systemów operacyjnych.
Niedługo był on badany przez uniwersytety i instytuty badań, także przez IBM. Liedtke w 1996 r. rozpoczął pracę w Centrum Badań IBM o nazwie "Thomas J. Watson Research Center". On i jego zespół kontynuowali badania nad L4 i mikrojądrami bazującymi na L4.